# Joanna Rostocka
Joanna Rostocka, z domu Melentowicz (ur. 2 grudnia 1924 w Warszawie, zm. 22 grudnia 2001 tamże) – polska prezenterka telewizyjna, dziennikarka.

## Życiorys
Podczas powstania warszawskiego była sanitariuszką w szpitalu powstańczym przy ul. Śliskiej 51. Absolwentka warszawskiej Wyższej Szkoły Służby Zagranicznej.
Była długoletnim sekretarzem Redakcji Teleturniejów TVP. W latach 60. występowała jako asystentka prezenterów w niemal wszystkich teleturniejach, jak np. Drzewko mądrości, Śladami Pitagorasa, 20 pytań, Kółko i krzyżyk, Wielka gra lub – niekiedy – jako samodzielna prezenterka Parada kłamców i blagierów oraz niektórych programów jednorazowych.
Po emigracji Ryszarda Serafinowicza samodzielnie prowadziła Wielką grę od 1969 do 1973, kiedy to jej miejsce zajął Janusz Budzyński. Głośnym echem odbiło się zwolnienie jej z pracy przez Macieja Szczepańskiego po tym, jak w prowadzonym przez siebie teleturnieju Wielka gra wystąpiła na antenie z wisiorkiem, który ponoć przypominał krzyż.
Joanna Rostocka zagrała samą siebie, czyli prowadzącą teleturniej Wielka gra w serialu Najważniejszy dzień życia z 1974 roku (odc. 2, pt. Gra).

## Życie prywatne
Była żoną inż. Aleksandra Mariana Rostockiego (1922–1979), znawcy motoryzacji i dziennikarza motoryzacyjnego. Miała jednego syna.
Spoczywa na cmentarzu Powązkowskim (kw. T, rząd 2, grób 16).